# Hit 'N Run Tour
Hit 'N Run Tour bylo malé koncertní turné americké hardrockové skupiny Kiss. Paul Stanley se koncertu v San Jacinto v Kalifornii nemohl zúčastnit poněvadž měl zrychlený tep jelikož trpí tachykardií, Kiss tak odehráli koncert jako trio. Koncert ve Whishtleru v Kanadě byl zrušen.

## Seznam písní
1. Detroit Rock City
2. Deuce
3. Makin' Love
4. Calling Dr. Love
5. Lick It Up
6. I Love It Loud
7. Firehouse
8. Do You Love Me?
9. Shout It Out Loud
10. Watchin' You
11. Hotter Than Hell
12. God of Thunder
13. Got to Choose
14. Love Gun
15. Black Diamond
16. Let Me Go, Rock 'N' Roll

Přídavek:
1. Rock and Roll All Nite
2. God Gave Rock 'n' Roll to You II

## Turné v datech
| Datum          | Město                      | Stát          | Místo                             | Počet diváků |
| -------------- | -------------------------- | ------------- | --------------------------------- | ------------ |
| 20. ledna 2007 | Sault Ste. Marie, Michigan | Spojené státy | Kewadin Casino                    | 10 000       |
| 21. ledna 2007 | Cadott, Wisconsin          | Spojené státy | Cadott Rock Fest                  | 35 000       |
| 25. ledna 2007 | Anaheim Kalifornie         | Spojené státy | Cisco Customer Appreciation Event | 1 000        |
| 27. ledna 2007 | San Jacinto, Kalifornie    | Spojené státy | Soboba Casino Arena               | 3 500        |
| 15. září 2007  | Whistler Britská Kolumbie  | Kanada        | Blackcomb Mountain                | Zrušeno      |
| 26. října 2007 | Paradise, Nevada           | Spojené státy | Mandalay Bay Resort               | 1 500        |

## Sestava
Kiss
- Paul Stanley – rytmická kytara, zpěv
- Gene Simmons – basová kytara, zpěv
- Tommy Thayer – sólová kytara, zpěv
- Eric Singer – bicí, zpěv